# Nakano-Sakaue (métro de Tokyo)
Nakano-Sakaue (中野坂上駅, Nakano-Sakaue-eki) est une station du métro de Tokyo sur les lignes Marunouchi et Ōedo dans l'arrondissement de Nakano à Tokyo. Elle est gérée conjointement par les compagnies Tokyo Metro et Toei.

## Situation sur le réseau
La station Nakano-Sakaue est située au point kilométrique (PK) 5,7 de la ligne Marunouchi et au PK 30,6 de la ligne Ōedo. Elle marque la fin de la branche Hōnanchō de ligne Marunouchi.

## Histoire
La station a été inaugurée le 8 février 1961 sur la ligne Marunouchi. La ligne Ōedo y arrive le 19 décembre 1997.

## Services aux voyageurs

### Accès et accueil
La station est ouverte tous les jours.
En moyenne en 2015, 72 789 voyageurs ont fréquenté quotidiennement la station côté Tokyo Metro et 38 709 voyageurs côté Toei.

### Desserte
- Ligne Marunouchi :
  - voie 1 : direction Ogikubo
  - voie 2 : direction Hōnanchō
  - voie 3 : direction Ikebukuro
- Ligne Ōedo :
  - voie 1 : direction Tochōmae
  - voie 2 : direction Hikarigaoka

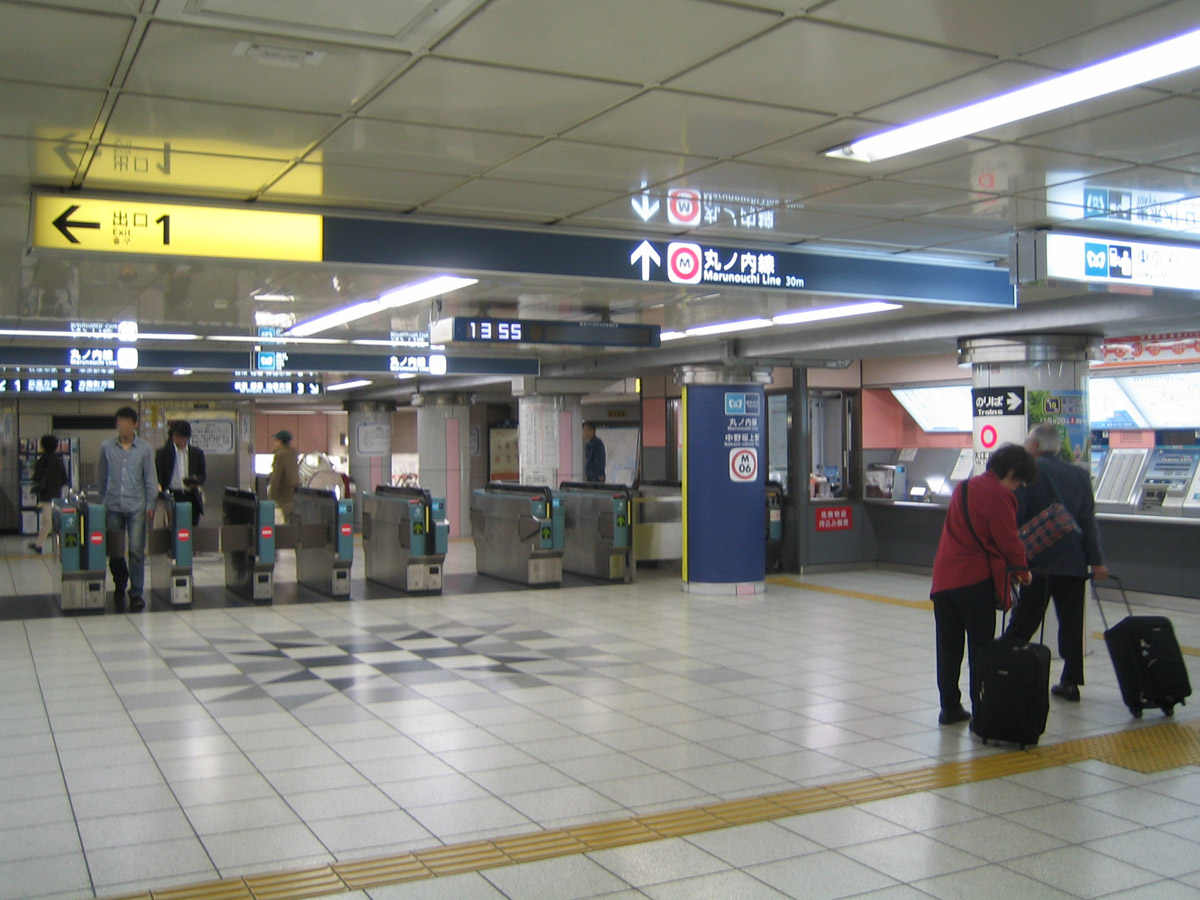
ligne de contrôle
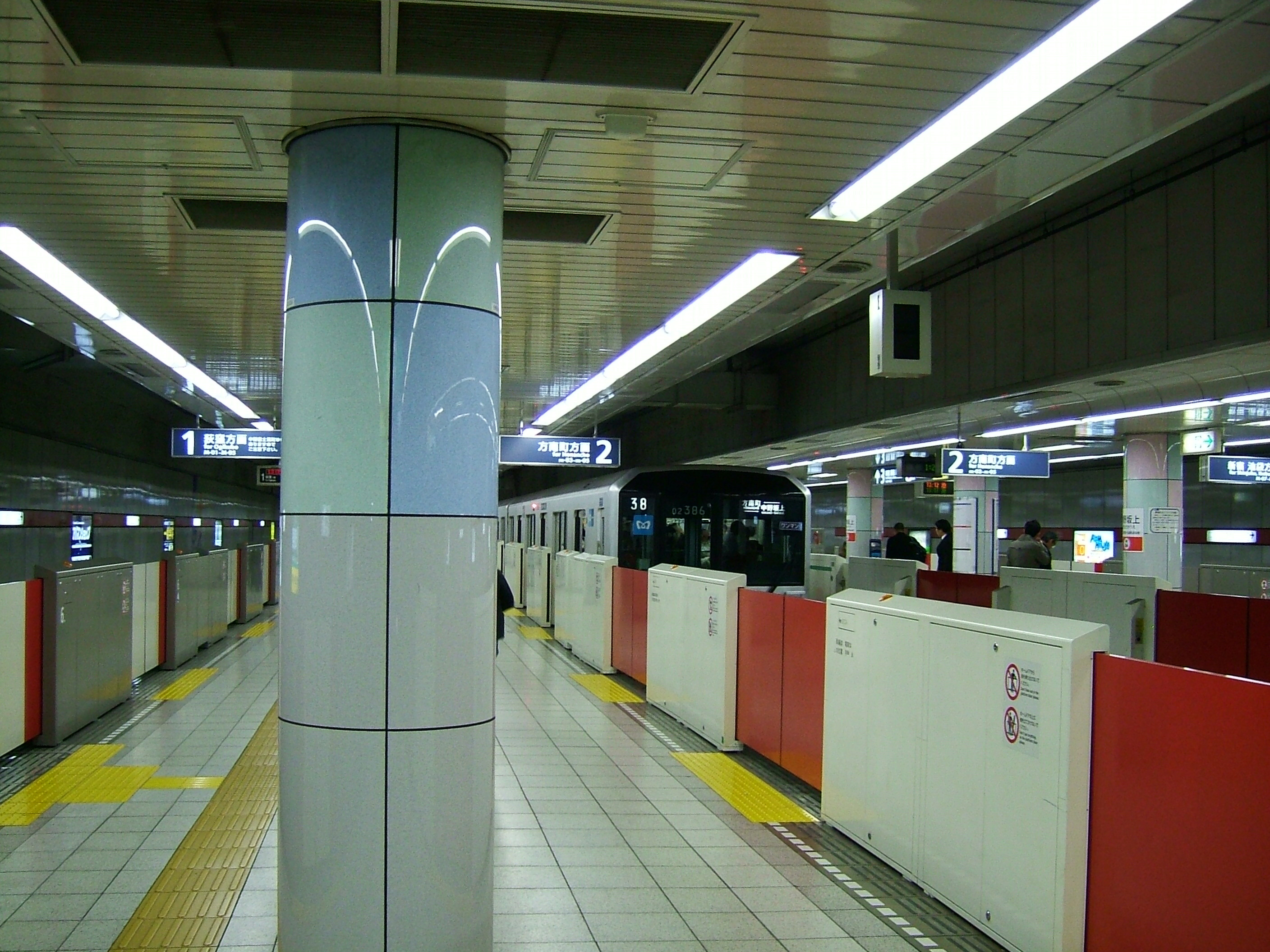
Quais de la ligne Marunouchi
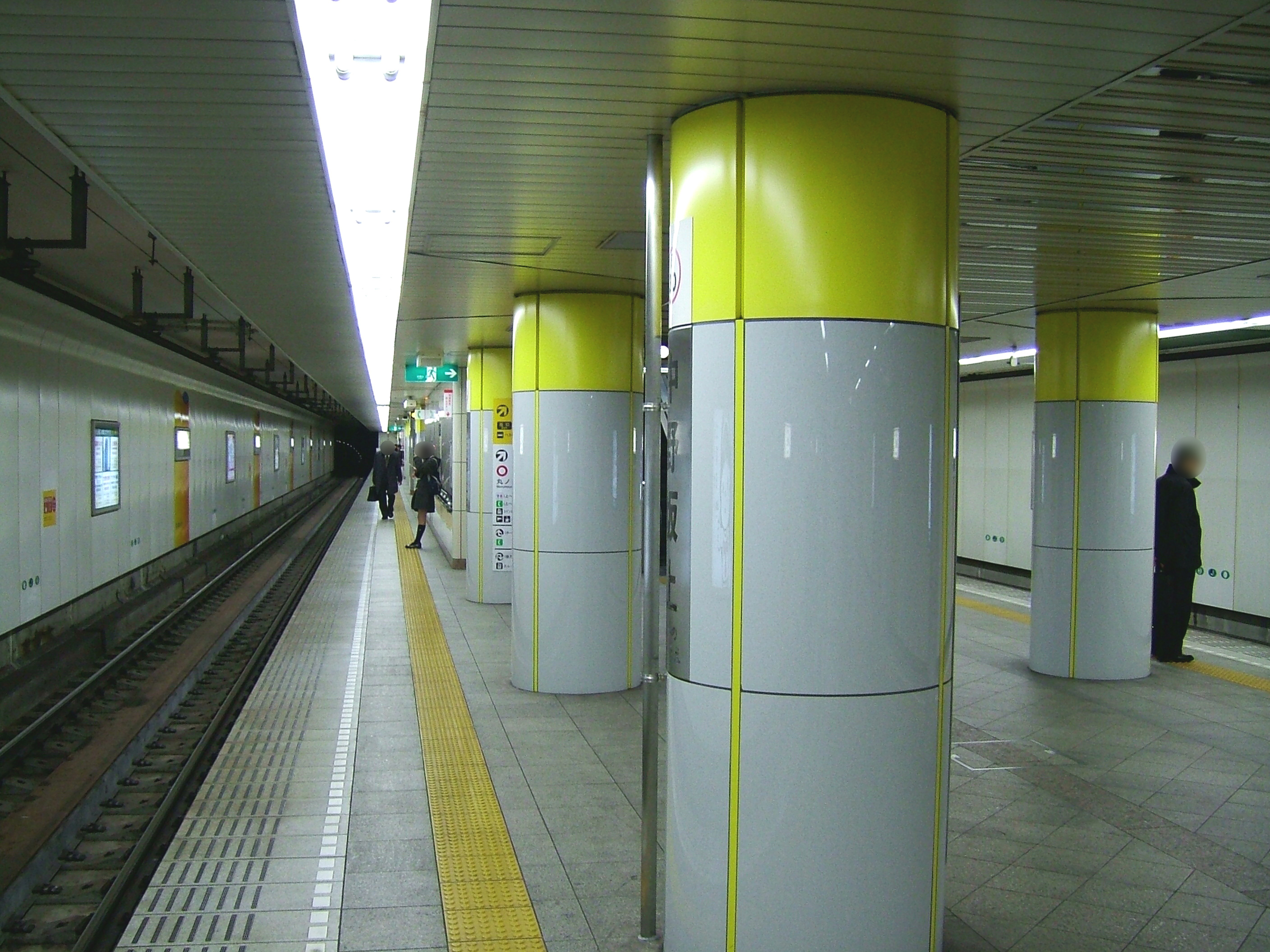
Quai de la ligne Ōedo